# Passage Thiaffait
Le passage Thiaffait est une voie du quartier des pentes de la Croix-Rousse dans le 1er arrondissement de Lyon, en France. Il a son entrée par un portique rue René Leynaud et constitue une traboule se terminant par un double escalier montant la colline pour atteindre la rue Burdeau.

## Histoire
Le passage Thiaffait a été édifié au début du XIXe siècle (1827). Il porte le nom de monsieur Thiaffait qui a fait construire la maison et le passage. Il était membre du Bureau de Bienfaisance et président de la Société d'Instruction Élémentaire. Il est décédé le 14 avril 1861.
À partir de la fin des années 1970, les immeubles déjà très sombres deviennent vétustes, et le quartier de la rue René-Leynaud acquiert une mauvaise réputation qui fait fuir locataires et propriétaires. Dans les années 1980, le passage est ainsi devenu un haut lieu du crime à Lyon, la quasi-totalité des appartements étant squattés par diverses bandes de marginaux, et certains devenant des bordels clandestins. Drogue, prostitution, trafics, et bandes de délinquants profitent du réseau de traboules du passage, achevant de lui octroyer une réputation de « coupe-gorge » qui fait fuir la plupart des commerces des alentours et appâte les marginaux.

### Rénovation
Face à la réputation sulfureuse du lieu, la rénovation du passage Thiaffait est décidée en 1997, et terminée en 2001 : c'est d'ailleurs le succès de cette rénovation qui permit à l'ambitieux projet de réfection de tout le quartier de la Grand'Côte. Comme aucun commerce ne voulait s'installer dans le passage, excentré et notoirement peu sécurisé, de fortes aides financières publiques sont adjugées à la mairie pour l'installation de PME de l'artisanat. Certains locaux sont donc désormais utilisés comme studios et ateliers, principalement pour de jeunes créateurs de mode, et la criminalité a quasiment disparu. L'ensemble de boutiques/ateliers a été nommé Le village des créateurs.
Lors de la rénovation, une plaque « Thiaffait » a également été posée à l'entrée du passage Donat.